# Вишиванкова хода
Вишива́нкова хода́ — святковий парад, з метою популяризації українських одягу та традицій в Україні. Носіння вишиванок стало популярним явищем в українській міській культурі з початків XXI століття. Символізує повернення суспільства до своїх національних та культурних витоків. Починаючи з 2008-го року, подібні акції проводяться майже щороку в кожному обласному та районному центрах. Складова частини українських етно-фестивалів чи зібрань. Інші назви — Ма́рш у вишива́нках, Пара́д вишива́нок.

## Зародження руху

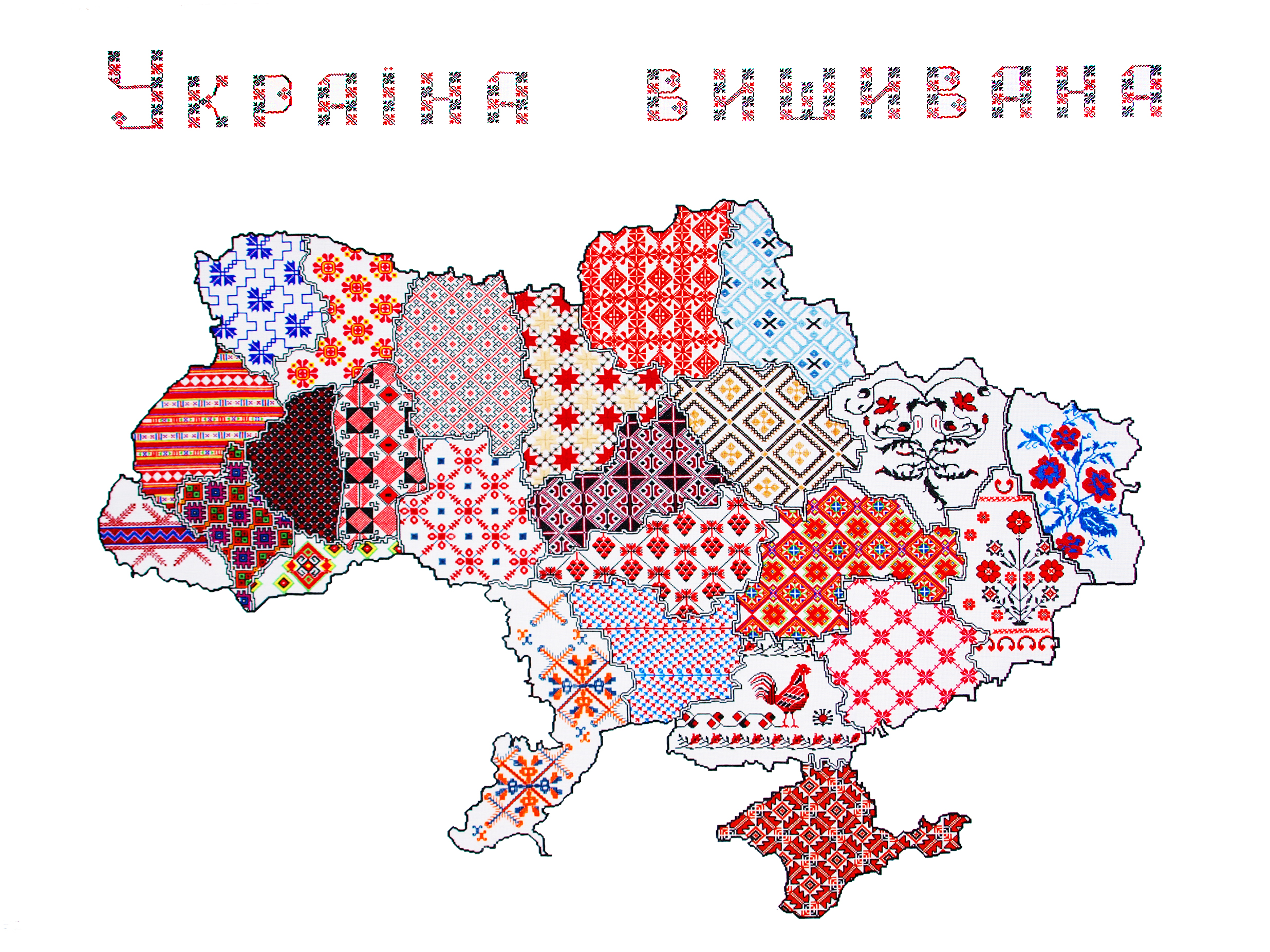
Мапа «Вишивана Україна», вишита луганськими майстринями

Ще за часів перших проявів української державності (початки ХХ-го століття) в суспільстві почалися національні об'єднуючі рухи-потуги. Все це стало наслідком загальноєвропейських подій — «Весни народів», коли на теренах сучасної України розпочалася культурна та етнічна самоідентифікація і національний одяг став одним з наскрізних елементів цих зрушень. З початків ХХ-го століття українці мали свої чітко сформовані ознаки, а під натиском польської та російської етнічної експансії почався їх об'єднуючий рух, котрий згодом вилився в перші українські державні формування — УНР, ЗУНР. Але внаслідок різних політичних та суспільних обставин утримати набуте невдалося і терени України були поглинуті експансією.
Аби придушити опірність української спільноти, завойовники вибудовували різноманітні схеми по нівелюванню української ідентичності: як жорсткими методами (пацифікація, інтервенція, цензура, атеїзм, інтернаціоналізм) так і завуальованими інформативними діями (маскульт, кіно, газети).
Водночас, в деяких моральностійких представників української спільноти все частіше розвивалася опірність таким діям зі сторони тогочасних режимів (СРСР, Польщі, Румунії). На Західній Україні проукраїнськість сформувалася організаційно в «Просвіту» та спортивно-рахункове товариство «Січ», у меншій мірі в панслов'янському «Соколі» та космополітичному «Пласті», місцеву кооперацію і в усіх цих іпостасях було основне — гуртування української громади. Українці збиралися на ці свої зібрання, приходячи туди, зазвичай, в українських одностоях (вишиванках) — таким чином показуючи свою згуртованість та налаштованість на розвій української культури. Як наслідок, все це заклало міцні підвалини подальшим українським культурним звитягам (оскільки політичні та військові були придушені в корені). І навіть в складні часи агонії режимів і з середини XX століття українська інтелігенція та українці по духу — почали використовувати українські вишиті сорочки (вишиванки) як елемент самоідентифікації та опозиційності тогочасним режимам.
З тих часів почав формуватися український суспільно-культурний прошарок, який популяризував українську культуру і вишиванка (нарівні з українською піснею) стала головним складником цього руху. І коли почав розвалюватися комуно-соціалістичний табір — то знову ці явища національного відродження постали в українській громаді. Рушіями цих національно-державницьких устремлінь були, ті ж таки, носії української культури та звичаїв/устоїв (світських, релігійних та мистецьких). А після проголошення Незалежності України ще більше постала потреба в самоідентифікації уже громадян нової і незалежної держави (що цілком корелює зі світовими процесами, наприклад відомим гаслом «…Створили Італію, тепер треба створити італійців»).
З часів Незалежності мешканці України поринули в вивчення та відродження призабутих українськиї звичаїв та традицій і «вишита сорочка» стала ознакою невмирущості народних традицій, які невдалося знівелювати та перечеркнути за численними побутовими проблемами чи життєвими колізіями. Адже, майже, при забороні уживання національного одягу (в побуті, установах та в громадських місцях) — народна ментальність українця, аби оберегти свої традиції/звичаї — просунула «вишиту сорочку» та національний одяг в сферу культури, мистецтва й таким чином проходила ті штучні бюрократичні перепони. З тих пір (по відновленню держави) в українському суспільстві все частіше послуговуються національним одягом, і поступово він почав повертати свої позиції — перетікаючи зі сфери культури в побут. Стало принятним одягати вишиті сорочки та прикрашати себе національними прикрасами при відвідуванні культурних та офіційних заходів, приходити на свята та забавлятися в українськиї одностроях.
Наразі, в XIX столітті суттєвим чинником опірності, українським звичаям-традиціям, стало міське космополітичне середовище та перекоси сучасної інформаційної ери. Сьогодні спостерігається намагання витіснити продукти національної культури знеособленим і навіть примітивним маскультом. Щоби встояти під навалою «попси» та кічу український суспільно-культурний прошарок почав гуртуватися й впроваджувати нові чи призабуті старі, притаманні українцям заходи. Так серед митців стало прийнято при проведенні своїх акції популяризувати українські звичаї та одяг (особливо цим відзначаються культові музиканти та письменники Олег Скрипка, гурт «Гайдамаки», брати Капранови, Іван Малкович, Кому Вниз, Сокира Перуна). Численні свята та фестини супроводжуються популяризацією українського вбрання та вишиванок. І коли, популяризуючи на собі українське, вони збираються в одному місці то цей гурт (в залежності від кількості) нагадує так звані «ходи/паради вишиванок». І особливо ці події харктерно вирізняються в сучасному знеособленому та сірому середовищі міської агломерації — коли в сірій та одноманітній масі з'являється навіть невеличка група одягнених в різнобарвні вишиванкові узори — створюється якісно нова атмосфера, що оживляє все довкола. Усвідомлюючи естетичні та звичаєві принади такої поведінки, все більше та більше українців прилучаються до руху популяризаторів українських традицій та устоїв, і, гуртуючись таким чином, самоідентифікують себе — беручи участь у цих «вишиванкових парадах».
Особливістю таких «Вишиванкових парадів» є їх народна основа, відсутність єдиного керівного центру та примусовості, «багатопотоковість» явища, його екстериторіальність, загальність для всієї етнічної території українського народу.

## Значення

### У молодіжній культурі

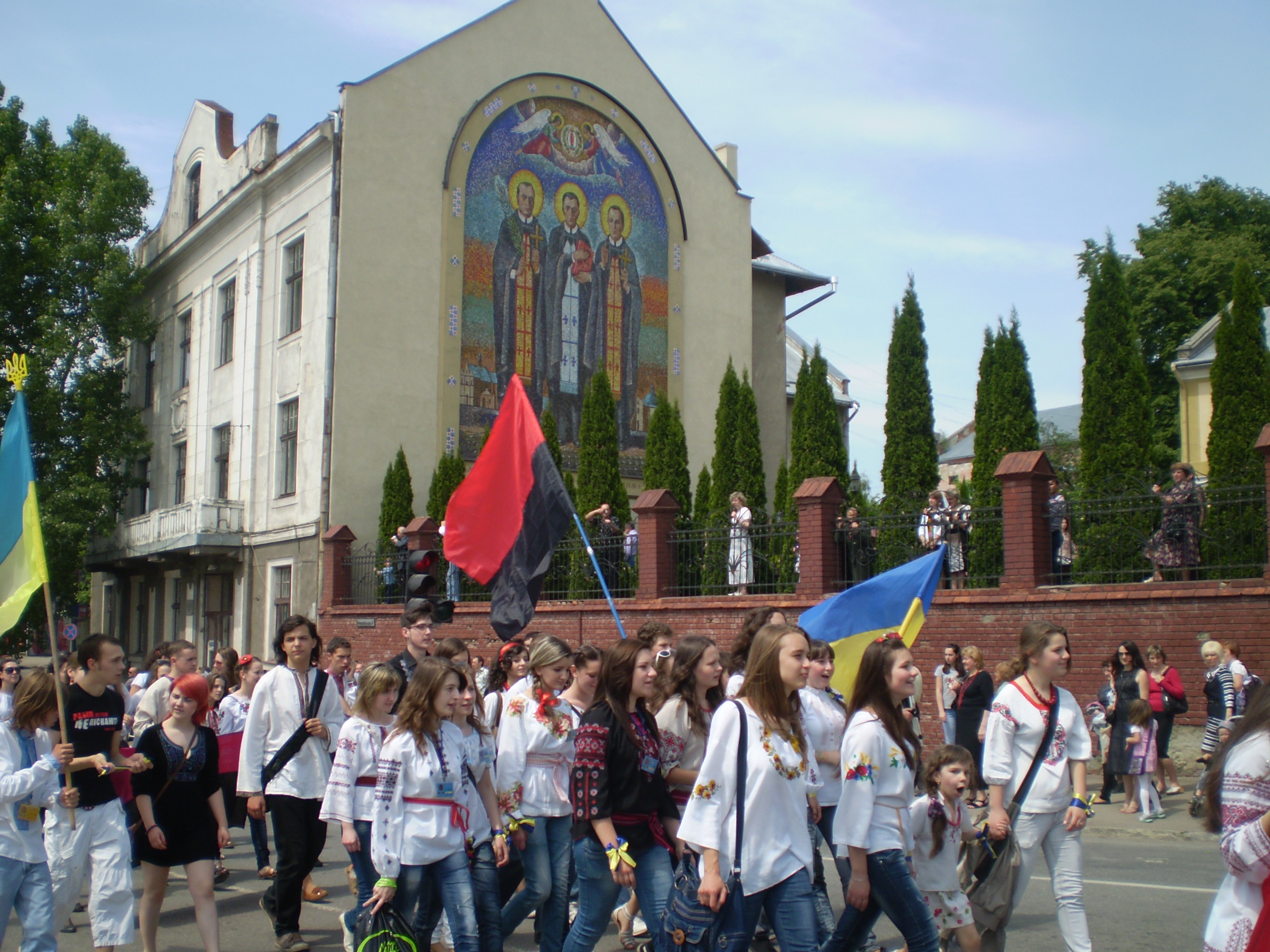
Вишиванка-фест 2012 у Дрогобичі. Рух колони повз Монастир святих Апостолів Петра і Павла (Дрогобич). На стіні будинку мозаїка, на якій зображені дрогобицькі священномученики Севірян Бараник, Яким Сеньківський та Віталій Байрак.

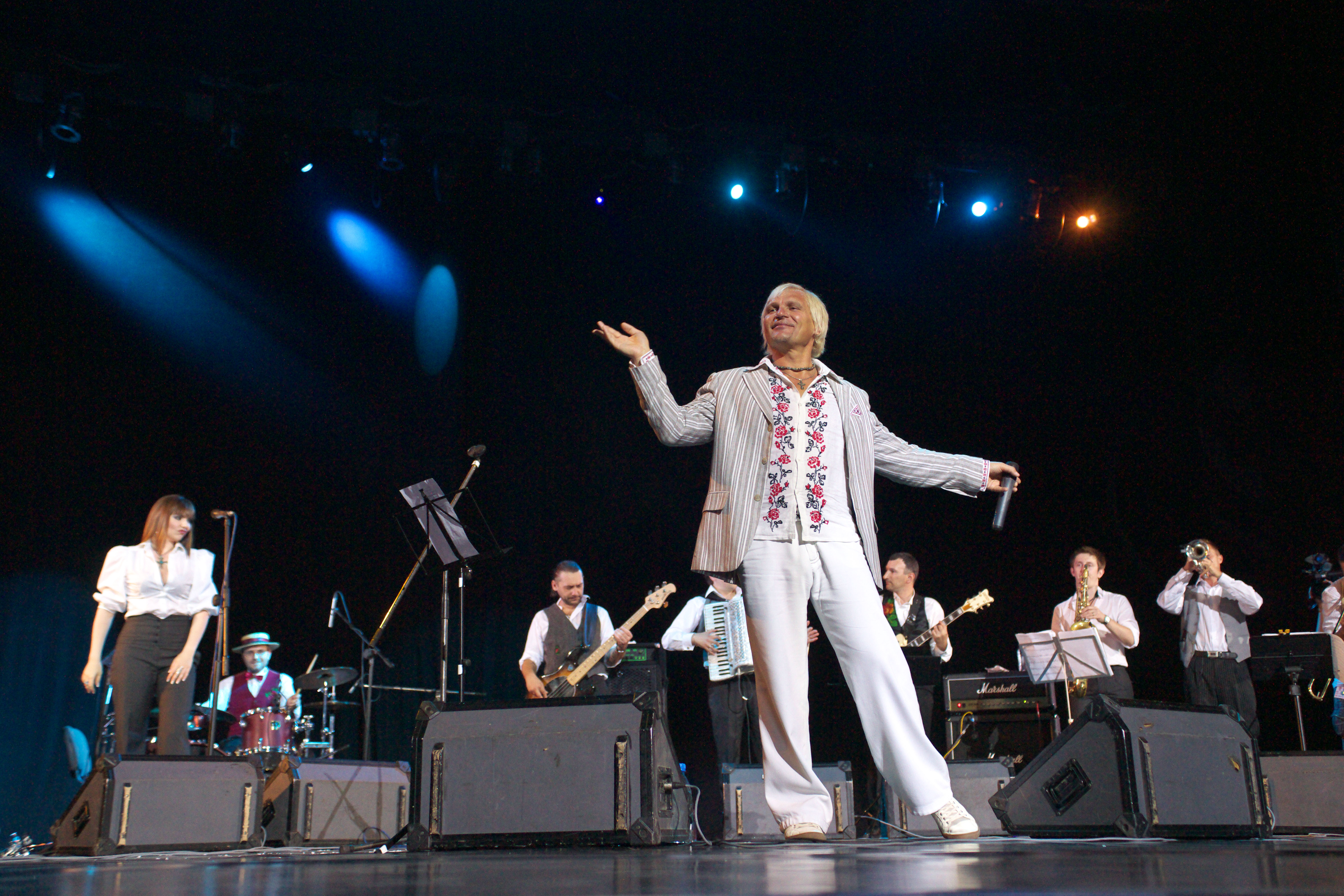
Олег Скрипка

Найбільш активний прошарок української спільноти захопився «вишиванковими маршами» — як елементом самоідентифікації та прояву своїх певних устремлінь. Це була їх реакція на політичні явища в країні, чи спортивні події — а то й просто спонтанні зібрання (які ще називають флеш-мобами — такий собі елемент сучасної молодіжної міської культури)
Найвідоміші з них:
- 7 травня 2011 року, в день матчу між львівськими «Карпатами» та київським «Динамо» відбувся фанатський марш за участю вболівальників обох команд. Особливістю цього маршу, був «дрес-код» — від учасників маршу вимагалося прийти у вишитих сорочках[3].
- Вишиванкові флеш-моби в Запоріжжі з 2009 року почали проводитися за участю молоді-студентів[4]

### У політиці
Доволі часто хода у вишиванках використовується як елемент політичної культури в українській спільноті. Різні політичні та громадські організації використовують українські національні вишиванкові однострої як об'єднуючий елемент в тих акціях, який несе й додаткове політично-забарвлене навантаження. Найчастіше ці акції проводяться в дні колишніх історичних подій, або ж під-час резонансних теперішніх подій і до цих акцій здебільшого вдаються структури-організації національного та проукраїнського спрямування.
Найбільш характерні та відомі акції:
- 28.04.2010 — У Львові було проведено марш величі духу, національної вірності та лицарської честі — Марш пам'яті воїнів дивізії «Галичина»[5].

## В Україні

### Київ
Значний поштовх до популяризації народного вбрання в столиці України поклав міжнародний етнічний фестиваль «Країна мрій», організований рок-музикантом Олегом Скрипкою. Перший фестиваль пройшов 10-11 липня 2004 року на Співочому полі й став традиційним щорічним заходом. В 2007 та 2008 році концертній програмі фестивалю передувала багатолюдна фестивальна хода від Андріївського узвозу до Співочого поля. Учасники ходи йшли у вишиванках та народних одностроях.
24 серпня 2005 року рідновірські громади вперше провели акцію «Хода за Рідну Віру», яка традиційно проводилася на День Незалежності й в наступні роки. Вдягнуті у вишиванки, тримаючи у руках рідновірську та державну символіку, учасники акції проходили центральними вулицями столиці, популяризуючи народне вбрання та ідеї Рідної Віри.
3 травня 2008 року організатори етно-фестивалю "Країна мрій" провели центральними вулицями Києва Парад вишиванок. З 24 серпня 2010 року Парад вишиванок традиційно щороку проходить на День Незалежності України збираючи тисячі учасників - як киян так і гостей міста з різних областей України.
Двічі на рік у Києві проходить вишиванкова хода «Мегаграндіозний марш у вишиванках», організаторами якого є студенти столичних вишів.
Уперше про організацію маршу у вишиванках задумався студент київського вузу Андрій Бабінський. Реалізував він свій задум восени 2008 року. Тоді на захід прийшло всього 4 людини. З цього моменту і починається відлік історії Мегамаршу. II похід Мегаграндіозного маршу у вишиванках відбувається 12 жовтня 2008 року. На нього приходить всього двоє чоловік. Далі ж починається піднесення заходу. На III, IV та V походи приходять близько 40 відвідувачів. VI відзначається збільшенням присутніх (близько 70 людей), присутністю преси, більшою зацікавленістю. До того часу (в різний період) до організації походу долучаються ще й інші студенти: Олена Базилівська, Влад Гаркавенко, Сергій Сірко, Ганна Письменюк, Ірина Горак, Максим Непийпиво, Марія Голяченко, Микола Шевчук.
VII похід Мегаграндіозного маршу у вишиванках відбувся 22 травня 2011 року. Він зібрав разом понад дві сотні людей у вишиванках. Цей похід набув розголосу у суспільстві. На заході були присутні письменники Сергій Пантюк та Сашко Лірник, громадський діяч Олесь Доній, представники кількох телеканалів та газет. Уперше перед початком ходи було організовано виступи запрошених гостей. Крім того, відбувся перший конкурс на найкращу вишиванку.
Чергова вишиванкова хода відбулася 18 вересня 2011 року.
Програма заходу включала: — виступи організаторів та спеціально запрошених гостей на початку заходу; — прохід вулицями Києва; — конкурс на найкращу вишиванку та подарунки переможцям; — неофіційну частину (відвідання одного з мальовничих куточків Києва (уже традиційно таким місцем став Музей національної архітектури й побуту Пирогова) для знайомства, спілкування, фотографування).
Наступний — ІХ марш вишиванок провели у Києві 20 травня 2012 року. Вулицями столиці України пройшли кілька сотень людей, вбраних у національний український одяг. Учасники співали пісень, декламували вірші і не приховували задоволення від того, що популяризують українське.
У неділю, 24 травня 2015 р. у Києві відбувся вже традиційний багатотисячний 15-й Мегамарш у вишиванках. Кияни у національних сорочках зібрались біля Золотих Воріт і, після короткого відкриття, вирушили ходою через Софіївську та Махайлівську площу до арки Дружби народів.
Як у Києві пройшов Мегамарш у вишиванках (повне відео) 24 травня 2015 року

### Львів

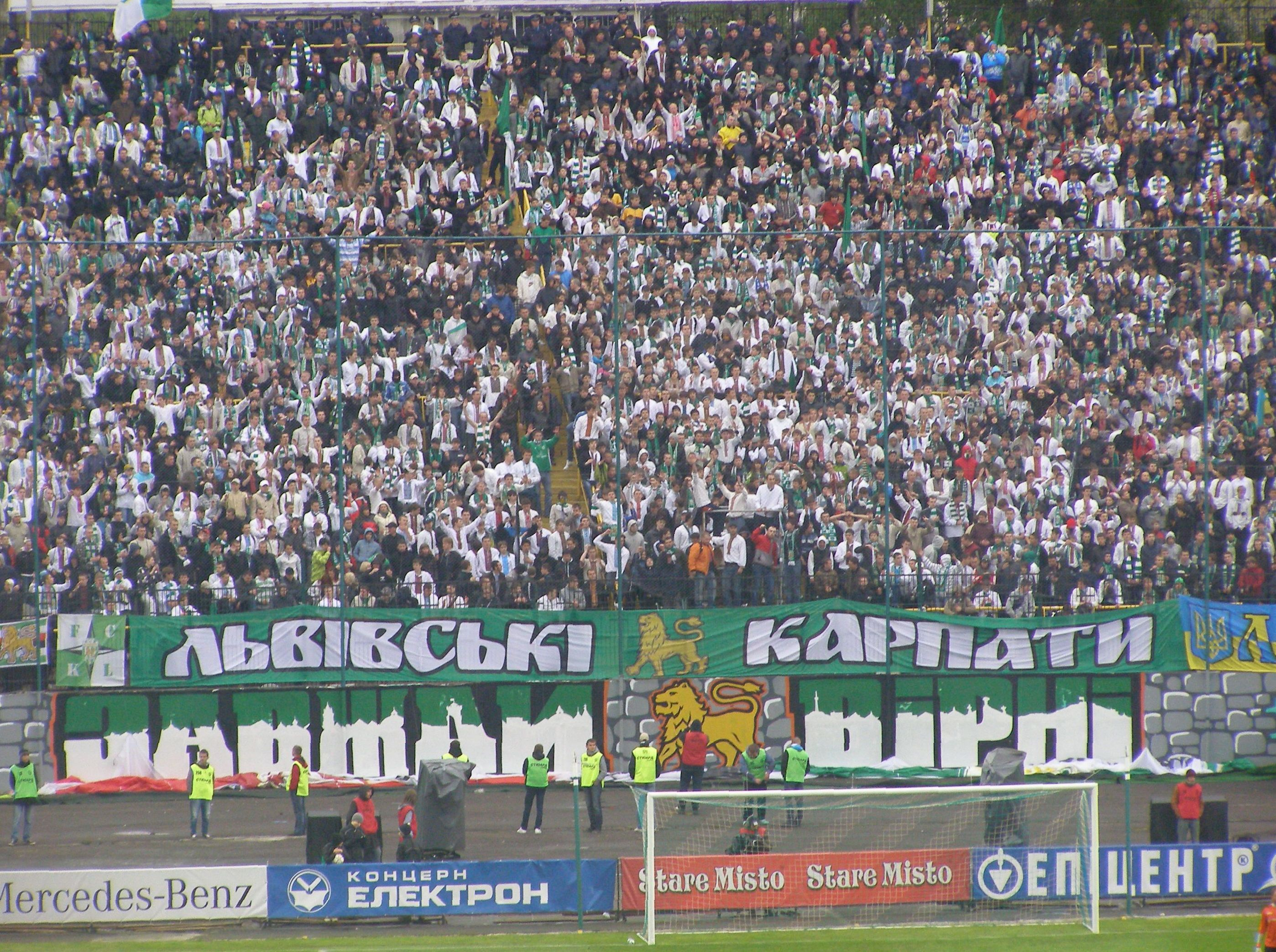
Фан-сектори «Карпат» (Львів) 7 травня 2011

28 квітня 2010 року центральними вулицями Львова пройшов парад вишиванок, присвячений пам'яті дивізії СС «Галичина» і спрямований на пропаганду традиційного українського одягу як засобу боротьби проти русифікації молоді. Почалася хода, в якій узяли участь понад дві тисячі осіб, біля пам'ятника Степанові Бандері. Біля пам'ятника жертвам комуністичних злочинів хода зупинилася, учасники параду хвилиною мовчання вшанували загиблих та поклали квіти до монумента. Потім колона зробила коло по центральній площі Ринок і зібралася на віче біля пам'ятника Тарасові Шевченку.
7 травня 2011 року кілька тисяч фанів «Карпат» і «Динамо» за кілька годин до матчу між цими командами провели спільну ходу у вишиванках від центру міста до стадіону «Україна». Після гри вишиванки вділи також футболісти і головний тренер «Карпат».
24 серпня 2011 року близько трьох тисяч львів'ян взяли участь у святковій ході з нагоди 20-ї річниці Незалежності України. Учасники ходи, одягнені у вишиванки та футболки з написами «Степан Бандера — Роман Шухевич — Герої України!», а також в українські національні костюми, пройшли центром міста від будівлі обласної ради до пам'ятника провіднику ОУН Степану Бандері. До маршу приєдналися делегації з різних районів Львівщини, мешканці міста, а також велика кількість молодих людей з державними прапорцями в руках і жовто-блакитними стрічками на грудях.

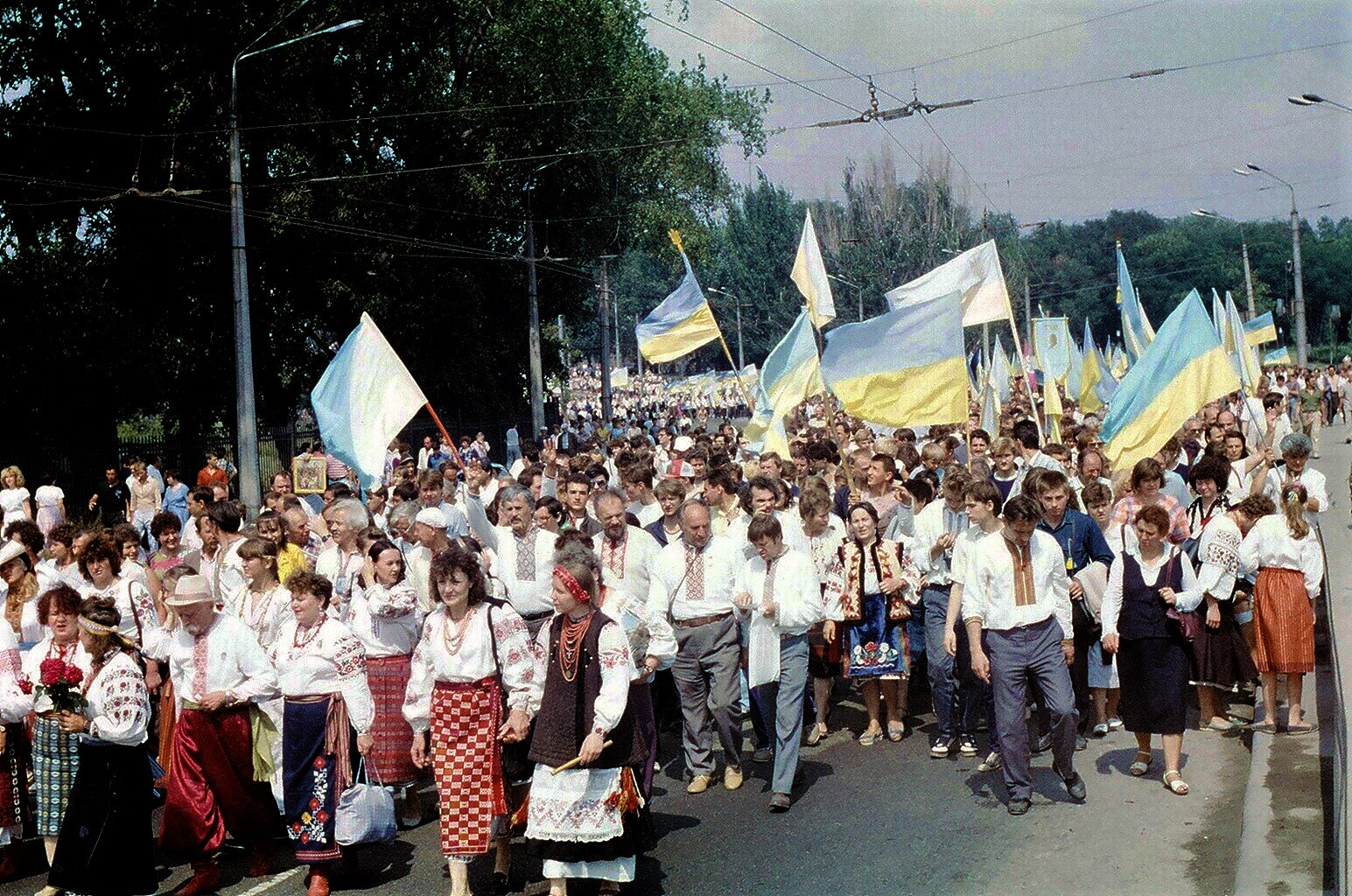
Перший «Вишиванковий хід» Запоріжжям на святкуванні 500-річчя Запорозького козацтва. 1990 р.

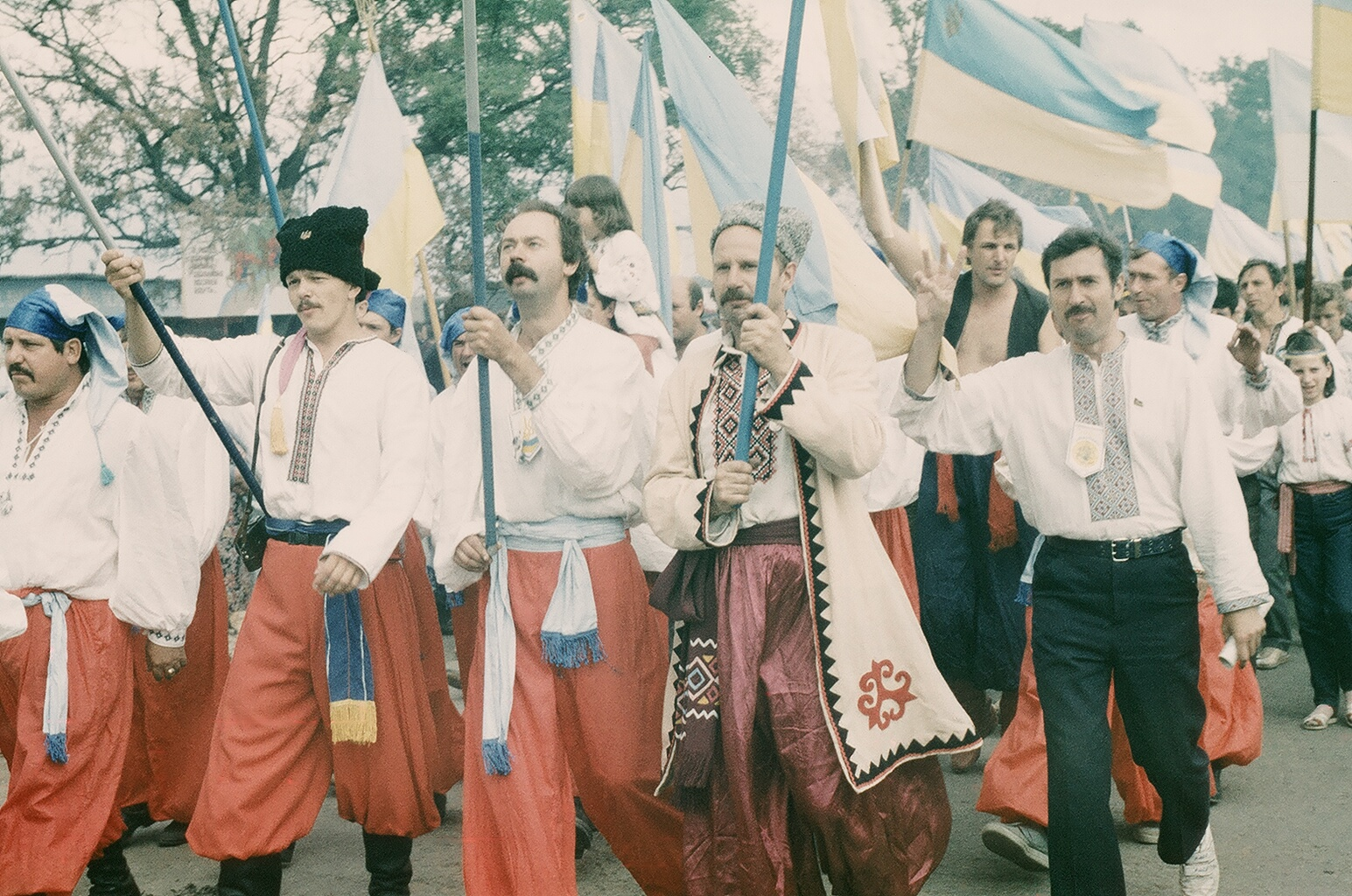
Перший «Вишиванковий хід» Запоріжжям. 1990 р.

21 травня 2015 р. у Львові оприлюднили 5 фактів про свято вишиванки: 
- "1. Свято проводять щороку у третій четвер травня. Важливо, аби День вишиванки завжди відбувався у робочий день, адже у цьому суть акції – свято не заради свята чи параду, а захід, який доводить, що вишиванка – абсолютно органічна частина життя українців, і у вишиванці вони ходять на роботу, пару чи навчання.
- 2. Це перші весняні дні, на які не припадає передвеликодній великий піст, і власне, сам Великдень, тому можна влаштовувати народні гуляння. Це вже теплі дні, в які можна вийти на вулицю лише у вишиванці без верхнього одягу.
- 3. Всеукраїнську акцію «День вишиванки» було започатковано студенткою факультету історії, політології та міжнародних відносин Чернівецького національного університету імені Юрія Федьковича Лесею Воронюк у 2007 році, зараз відомою дитячою письменницею.
- 4. Особливість цьогорічного свята у проведенні акції «Подаруй захиснику вишиванку». Військовим на передову в АТО з допомогою волонтерів планується передати вишиванки, аби вони служили оберегом. Збір вишиванок триватиме до 1 липня.
- 5. Оргкомітет закликає кожного українця і тих, хто підтримує Україну, одягнути 21 травня вишиванку, оскільки День вишиванки – свято національної єдності, яке покликане зберегти споконвічні народні традиції створення та носіння етнічного вишитого одягу, а також об’єднати українців. Оргкомітет робить все можливе, аби День вишиванки відзначили і на окупованих територіях."[13]

### Кропивницький (Кіровоград)

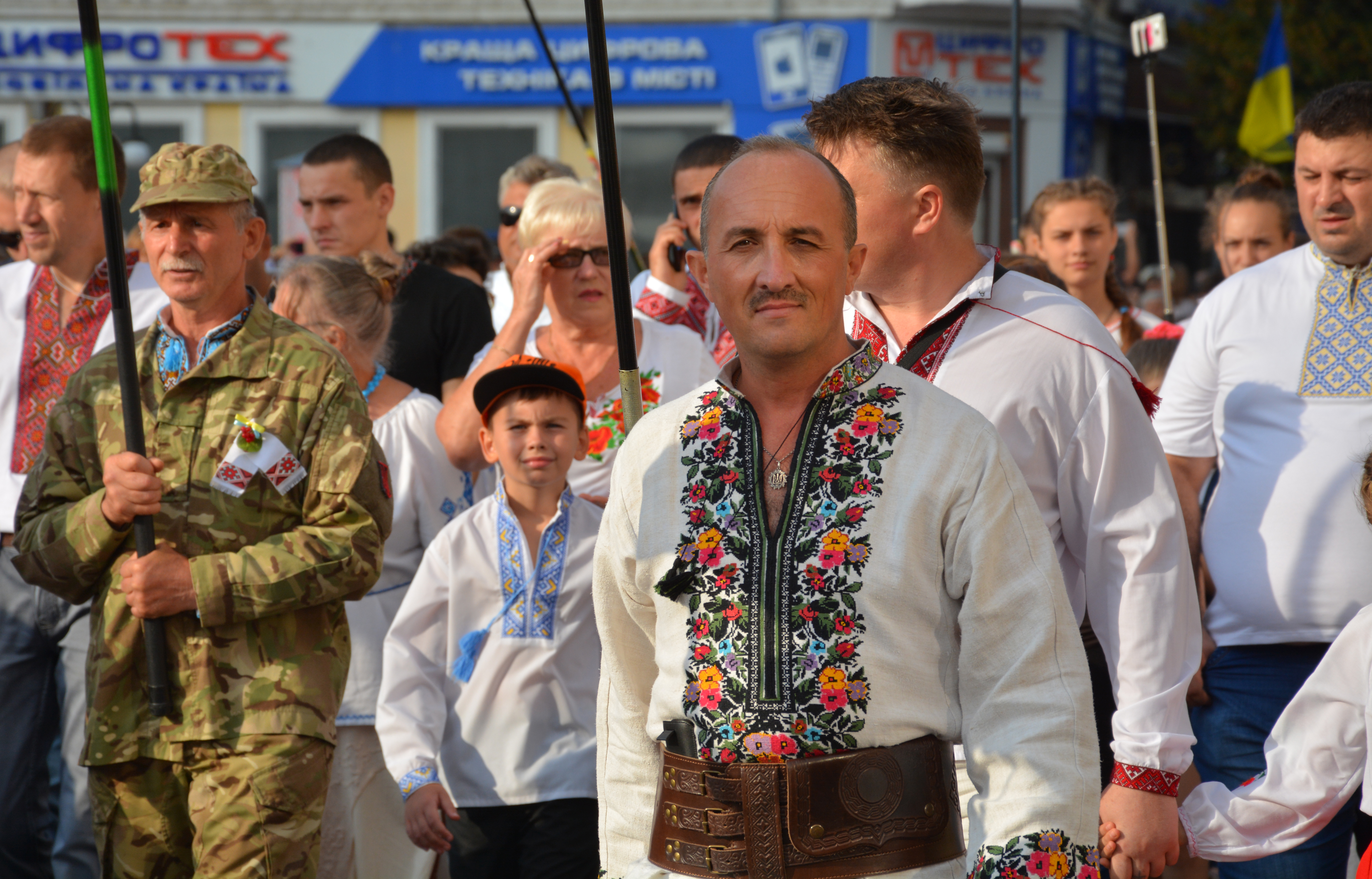
Олександр Ромащенко під час Ходи вишиванок у Кропивницькому

- У 2010 році Олександр Ромащенко заснував ходу вишиванок у Кропивницькому (колишньому Кіровограді), яку щорічно проводить громадськість 24 серпня.

### Сімферополь
- У 2015 р. у Криму учні колишньої української гімназії (яку після російської анексії перейменували в «Сімферопольську академічну гімназію») вбралися на останній дзвоник у вишиванки[14]

### Запоріжжя
Див. також Хід по Запоріжжю у 1990 році.

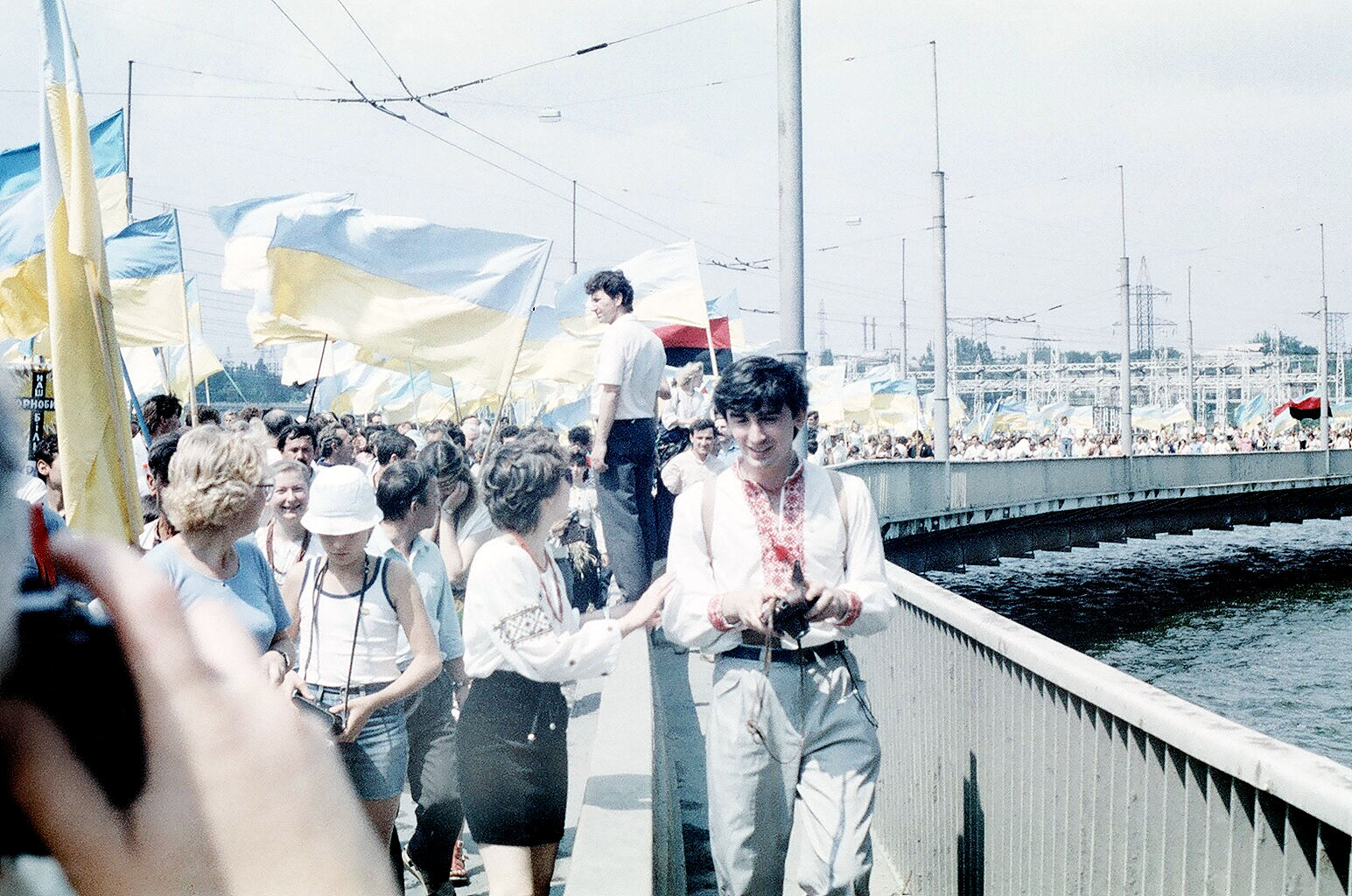
Хід по м. Запоріжжя. Дніпрогес. 500 років українському козацтву. 1990 р.

Перший «Вишиванковий хід» фактично відбувся в рамках святкування 500-річчя Запорозького козацтва. Тоді по місту Запоріжжю, переважно у національному одязі або з його елементами пройшло за різними оцінками 400–500 тис. чоловік. Маршрут ходу — від Правого берега через Дніпрогес по головній вулиці (ім. Леніна) до центру м. Запоріжжя
У подальші роки «вишанкові зібрання» проходили у місті спонтанно і були приурочені до національних свят.
З 2009 року в Запоріжжі сформувалася ініціативна група людей, які таким чином «протистояли втраті історичної національної пам'яті усвідомлюючи, що навернення до традицій народу є природним механізмом самозахисту і самозбереження кожного українця». Якщо відпочатку Артему Стельмашовавину вдалося зорганізовувати разом з однодумцями українські молодіжні вишиванкові флеш-моби, то вже в з 2011 року цей рух отримав належну підтримку серед громадських товариств та частини спільноти запоріжан, як акція в переддень Дня Незалежності України.
Крім того, низка політичних та громадських організацій використовують вишиванкові ходи-марші в своїх публічних акціях. А при проведенні українських фестивалів на острові Хортиця — їх організатори також намагаються заохочувати «вишиванковий дрес-код» серед відвідувачів тих заходів.

### Дніпро
- 24 травня 2015 р. ввечері в Дніпропетровську відбувся Мега-парад вишиванок. У ньому взяло участь близько тисячі людей. Дніпропетровці, вбрані у вишиті сорочки, під синьо-жовтими прапорами пройшли центральною частиною міста до Монастирського острова, де стоїть пам'ятник Т.Г.Шевченку. Увесь час вони вигукували патріотичні гасла, а також скандували «Січеслав!», «Крим – це Україна!», «Донбас – це Україна!», співали Державний гімн України.[17][18]

### Луцьк
У рамках щорічної акції «Українська вишиванка», що відбувається з 2010 року в День незалежності України, лучани беруть участь у вишиванкових інсталяціях, себто гуртуючись утворюють певні символи, елементи, і тим самим показують свою організаційно-творчу складову. Як і в інших містах, низка політичних та громадських організацій використовують вишиванкові ходи-марші в своїх публічно-політичних акціях. Ряд фестивалів та культурних зібрань у Луцьку супроводжуються «вишиванковим дрес-кодом» серед відвідувачів тих заходів.

### Полтава

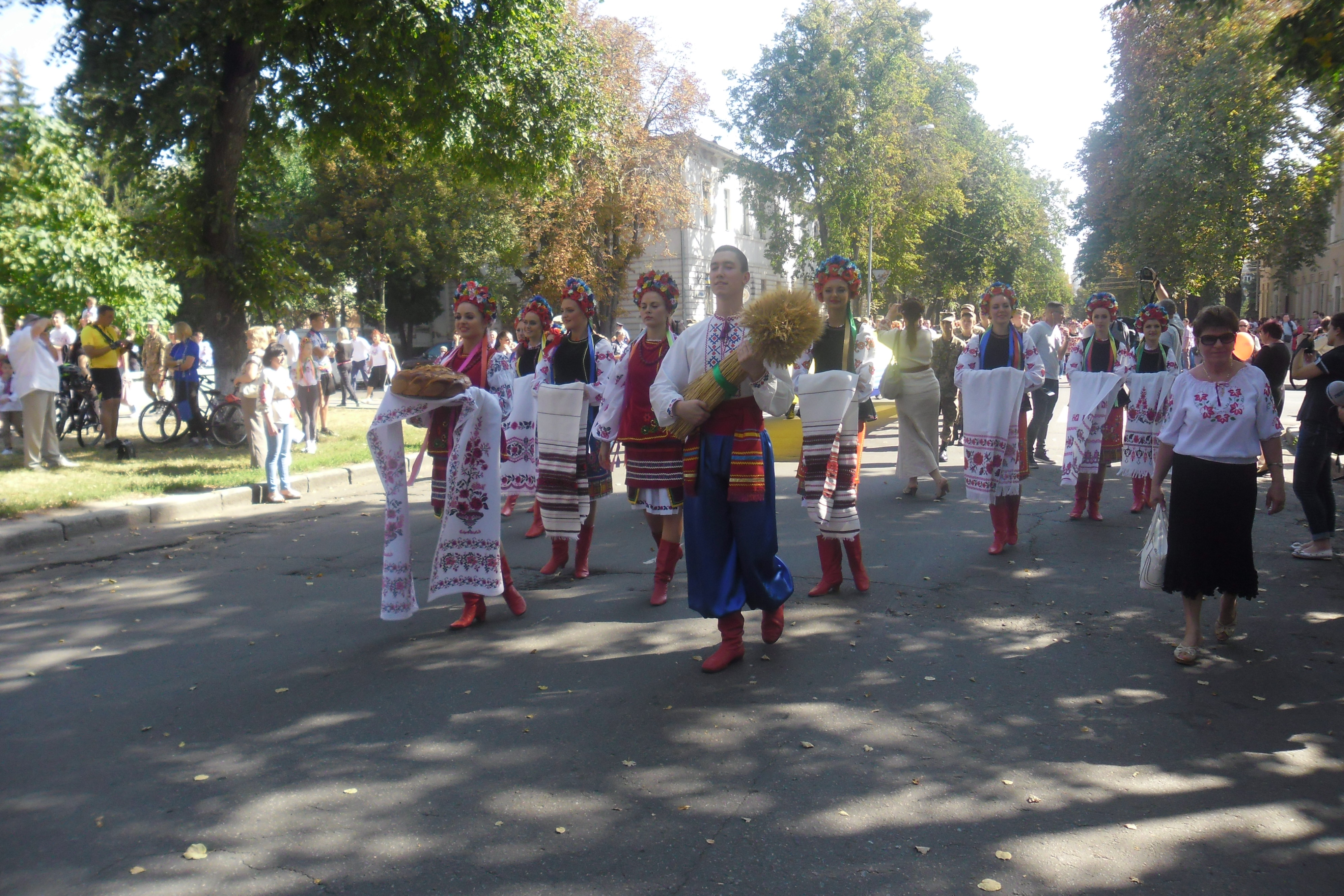
Парад вишиванок-2015. Полтава 2015 р.

- 2011 рік. У цьому місті перша хода відбулася 2011 р. до Дня козацтва 14 жовтня. Організаторами виступили студентська рада ПНПУ ім. В.Г Короленка на чолі з Катериною Яременко. Студенти влаштували марш та поклали квіти до пам'ятника Тарасові Шевченку.
- 2012 рік. Перший же «офіційний» марш, за підтримки місцевої влади, відбувся 23 вересня, на День міста, 2012 р. Участь у заході взяло понад 3000 осіб. Того ж дня у Полтаві було встановлено національний рекорд: студентки ПНПУ вишили вручну найдовший рушник України, із домотканого полотна, зробленого ще у 19 ст.. Довжина «найбільшого цільного рушника, вишитого вручну», склала 7 метрів і 10 сантиметрів, про що був зроблений відповідний запис у Книзі рекордів України.
- 2015 рік. 23 травня 2015 року масштабний парад вишиванок пройшов у Полтаві. Відео[20] 19 вересня 2015 р. на День міста в Полтаві відбулася Мега-хода містом у вишиванках.[21]
- 2016 рік. 19 вересня 2016 р. на День міста в Полтаві знову відбулася хода центральними вулицями міста від Соборного майдану по парку Перемоги [Архівовано 26 вересня 2016 у Wayback Machine.]. На сцені поблизу Співочого поля влаштували святковий концерт. Участь у ньому взяли всі фольклорні колективи обласного центру, дитячі хореографічні та народні студії, ансамблі. Також влаштували виставку робіт дитячих гуртків та народних митців. Працювали і майстер-класи.

### Хмельницький
Хмельничани у 2014 р. святкували День Незалежності України під дощем, але з гарним настроєм та 50-метровим прапором. Дощ не завадив "Параду вишиванок" 

### Харків

Вишиванковий ланцюг на Потьомкінських сходах. Одеса.

Традиція проведення святкових парадів у вишиванках відродилася в новітній історії м. Харкова у 2008 р. Ініціатором таких заходів виступила Харківська обласна організація Української Народної партії, яка запросила мешканців та гостей міста разом відсвяткувати День Незалежності України і прийти до пам'ятника Тарасу Шевченку у вишиванках та з елементами української національної символіки. Безпосередньо акції передував «круглий стіл» за участю слобожанських мистецтвознавців, майстрів, педагогів і журналістів, учасники якого дійшли висновку, що українська вишита сорочка — це не «шароварщина» і не минувшина, а красивий і модний стиль, який стає все популярнішим серед молоді та свідомих українців.
Відтепер різновиди вишиванкової ходи є невід'ємним елементом святкування в м. Харкові визначних дат в історії України (зокрема — Дня соборності та Дня незалежності). З кожним роком до цих заходів активно долучається молодь. Віковічні традиції доповнюються новітніми формами: все більшої популярності набуває малювання на тілі національної символіки («боді-пейнтінг»).
21 серпня 2011 р. за ініціативи «Молодої Просвіти» та Громадянської ініціативи «Оновлення країни» в м. Харкові відбулася чергова вишиванкова хода, присвячена 20-річному ювілею Незалежності. Захід був доповнений українським козацьким бойовим гопаком, бразильською капоейрою і концертом. Цікаво, що до події у Харкові долучився мешканець з Дрогобича Олег Дукас, який приїхав із Львівської області спеціально на це свято. Загальна кількість учасників харківської «Вишиванкової ходи» — близько 200 чол.
У Харкові 23 травня 2015 р., пройшов парад вишиванок - близько 500 осіб у вишиванках колоною пройшли по тротуару вул. Сумської від площі Свободи до площі Конституції. Марш розпочався з виконання гімну України.
Парад вишиванок у Харкові на День Державного прапора // 23 серпня 2016 року // ВІДЕО
Парад вишиванок у Харкові на День Державного прапора // 23 серпня 2017 року // ВІДЕО
Парад вишиванок у Харкові на День Державного прапора // 23 серпня 2018 року // ВІДЕО
Вишиванкова хода у Харкові на Міжнародний День вишиванки // 16 травня 2019 року // ВІДЕО

### Одеса
- 2010. «Вишиванковий фестиваль» 2010 — етнофестиваль, що проходив 23 серпня (День Державного Прапора України) та 24 серпня (День Незалежності України) 2010 року на Приморському бульварі в Одесі. Фестиваль присвячений 19-тій річниці Незалежності України. «Вишиванковий фестиваль» проводився молодіжною громадською організацією «Демократичний Альянс» спільно з патріотичною молоддю міста при підтримці управління молодіжної та сімейної політики Одеської міської ради.
- 2012. Вишиванковий фестиваль в Одесі-2012: новий рекорд живого ланцюгу, велопробіг та ярмарок майстрів з усієї України. 23-26 серпня на  Приморському бульварі в Одесі відбувся  «Вишиванковий фестиваль». Свято, створене до Дня Незалежності України,  пройшло  вже четвертий рік. Цього року було побудовано рекордно довгий живий ланцюг людей  у вишиванках. Волонтерами було  роздано понад 50 тис. символічних стрічок, майстри провели  численну кількість  майстер-класів, гості фестивалю про дегустували національні страви, пісень поспівали та ліхтарики випустили.[27]
- 2015. У 2015 році встановлено новий рекорд вишиванок в Одесі – 3155 людей взяло участь у святі[28] Вперше за історію Вишиванкового ланцюга його учасники не тільки дійшли до самого моря, але і повернулися назад до Дюка.
- 2016. Вишиванкова хода 2016 р. зібрала понад 1000 чоловік і відбулася 19 і 20 травня[29]. А 24 серпня рекорд минулого року було традиційно побито під час Вишиванкового фестивалю — цього разу кількість учасників становила 3351 людину[30].

### Чернівці
Див. День вишитої сорочки у Чернівцях.
- 5 травня 2011 р. на Центральній площі Чернівців зібралися понад 4000 людей у вишитих сорочках.

Свято «День вишиванки» зародилося на факультеті історії, політології та міжнародних відносин Чернівецького національного університету. За чотири роки існування «День вишиванки» переріс міський формат і став по суті регіональним буковинським святом. Це зібрання претендувало на гіннесівський рекорд. На площі в рамках свята відбувся святковий концерт.
- 15 травня 2016 р. - фестиваль вишиванки в Чернівцях.

### ХХ молодіжна піша проща до Гошівської чудотворної ікони Богородиці
20 травня 2012 року під час ювілейної ХХ молодіжної пішої прощі Стрийської єпархії до Гошівської чудотворної ікони Богородиці, яка перебуває на Ясній горі у монастирі отців Василіян с. Гошів на Івано-Франківщині, встановлено рекорд України — у пішому ході взяли участь 15027 осіб у вишиванках. Досягнення занесено до «Книги рекордів України». Загальна кількість прочан за різними підрахунками склала від 20 до 25 тис. Загальна відстань маршруту — 28 км.

### Івано-Франківськ
23 травня 2015 р. У центрі Івано-Франківська з'явився патріотичний тротуар-вишиванка довжиною 220 метрів.

### Донеччина
- У 2015 р. на День Маріуполя 19 вересня на парад вишиванок вийшло 13 тисяч людей[34]
- У травні 2016 року вишиванкова хода охопила практично всі куточки вільної від загарбників Донецької землі - зокрема, м. Краматорськ, райони: Олександрівський, Артемівський, Костянтинівський, Першотравневий та ін. Пишні паради, флешмоби та патріотичні акції  - у містах Маріуполь, Слов’янськ, Волноваха, Вугледар, Мар'їнка[35], Курахове[36][37], Селидове, Лиман, Новогродівка. У музеї історії м. Краматорська напередодні відкрилась величезна виставка вишиванок, яка викликала великий інтерес у містян. У місті Красноармійськ  пройшов фестиваль вишиванок.[38]
  - 19 травня 2016 р. у Краматорську відбувся Парад вишиванок[39][40]
  - 19 травня 2016 р., Олександрівський район, Донецька область. Олександрівці активно долучилися до свята Дня вишиванки, вбачаючи його суть саме в тому, щоб одягаючи вишиванку, показати свою єдність і солідарність з усім своїм народом.  В рамках святкування Всеукраїнського Дня вишиванки в загальноосвітніх навчальних закладах, установах культури району проведено тематичні заходи: виставки «Україна вишивана», конкурси малюнків «Вишиваний вернісаж», «Чарівна краса вишиванки!», акції «Найкраще фото у вишиванці», майстер-класи, виховні години та ін. Школярі та педагоги вдягли національний український одяг як символ єдності українського народу.[41]

## За кордоном

### У Росії
- У 2015 році на Арбаті пройшов парад вишиванок[42][43]

## Парад вишиванок
Масштабна святкова хода в народному одязі з елементами шоу. Вона відбувається в Україні щороку 24 серпня на День незалежності. Участь в цій акції беруть усі регіони України, які на святі влаштовують свій показ. Організатори дійства — ГО «Столичні ініціативи», «Країна Мрій» та ін.

### Заплановані святкові заходи
- Конкурс найкращої вишиванки;
- Найбільша світлина в вишиванках на Європейській площі;
- Конкурс української пісні, виконаної акапельно серед дітей до 16 років;
- Конкурс серед міст на Параді вишиванок;
- Виставка рушників та писанок музею Коломиї.

### Регіональний етап
- З 15 березня 2012 кожне місто-учасник розпочинає конкурс на найкращий варіант оформлення «диво-писанки» Всеукраїнського «Параду вишиванок». Терміни розпису писанки, наданої оргкомітетом, встановлюється місцевим організаційним комітетом (розмір писанки 3,75/2,60 м, вагою 58 кг).
- 15 квітня, на Великдень, в кожному обласному центрі відбудеться святкове встановлення «диво-писанки» на тимчасову експозицію, місце якої буде визначене міською адміністрацією. Поряд з писанкою може бути встановлене «пасхальне дерево», яке кожен зможе прикрасити, прикріпивши на нього писанку з побажаннями.
- Терміни закінчення експозиції визначаються оргкомітетом, але не раніше свята Вознесіння Христового. 24 серпня 2012 року експонат з кожної області буде доставлений до столиці, де візьме участь у святковій ході.

### Національний етап
- 24 серпня 2012 р. з 11.00 до 12.00 буде проходити збір та реєстрація учасників на Європейській площі. О 12.15 почнеться святкова хода делегацій з міст-учасників у Всеукраїнському «Параді вишиванок», що пройде за маршрутом Європейська площа — м. Арсенальна — Співоче поле.
- Колони міст виходять із своєю презентацією, танцювальним колективом, духовим оркестром, символікою міста та писанкою на возі.
- По закінченню ходи відбудеться виконання державного гімну України та традиційні конкурси молодих виконавців і визначення найкращої чоловічої, жіночої та дитячої вишиванки. Також на виставковому майдані Співочого поля відбудеться розміщення диво-писанок та визначення найкращого міста-учасника параду.